# 郑国渠首遗址
郑国渠中国战国时期兴建的水利工程之一。是关中平原的人工灌溉渠道。始建于秦王政元年（前246年），嬴政采纳韩国派来水工郑国建议开凿。自中山西瓠口引泾水东流，至三原北会合浊水，利用浊水及石川河水道，再引流东经富平、蒲城之南，注入洛水。渠长三百多里，“溉泽卤之地，四万余顷”使关中成为沃野，为秦统一天下作了物质准备。
郑国渠在汉魏时期为泾水流域主要灌溉系统。唐朝时由于郑国渠与白渠趋于混合，主要发展白渠，郑国渠逐渐湮没。